# Demokratische Union (Israel)
Die Demokratische Union (hebräisch: המחנה הדמוקרטי, HaMaḥaneh HaDemokrati) war ein linksgerichtetes Parteienbündnis in Israel, das im Juli 2019 gegründet wurde und aus den Parteien Meretz, Demokratisches Israel und der Grünen Bewegung bestand.

## Geschichte
Ehud Barak, der von 1999 bis 2001 Ministerpräsident Israels war und sich für einige Zeit aus der Politik zurückgezogen hatte, gründete im Juni 2019 eine neue Partei namens Demokratisches Israel. Barak rief im Anschluss auf die Parteineugründung die Parteien des Mitte-Links-Spektrums dazu auf, sich mit Blick auf die Parlamentswahl im September 2019 zusammenzuschließen. Jair Lapid, Co-Vorsitzender von Kachol Lavan, erteilte solchen Vorschlägen jedoch eine Absage. Auch der Awoda-Vorsitzende Amir Peretz schloss eine gemeinsame Wahlliste mit weiteren Parteien aus, nachdem sich seine Partei mit Gescher auf ein gemeinsames Antreten geeinigt hatte. Stav Shaffir, die zuvor das Bündnis ihrer Partei mit Gescher scharf kritisiert hatte, verließ die Awoda und wandte sich der Bildung eines Parteienbündnisses der verbleibenden linken Parteien zu. Am 25. Juli wurde die gemeinsame Wahlliste bekanntgegeben; angeführt wurde sie von Meretz-Chef Nitzan Horowitz, auf Platz zwei und drei folgten Shaffir und Jair Golan. Ehud Barak trat auf eigenen Wunsch auf Listenplatz zehn an.
Bei der Wahl am 17. September 2019 gewann die Demokratische Union 4,34 % der Stimmen und fünf Parlamentssitze. Nitzan Horowitz, Stav Shaffir, Jair Golan, Tamar Zandberg und Ilan Gilon zogen als Abgeordnete in die Knesset ein.
Bei der Parlamentswahl in Israel 2020 am 2. März 2020 trat die Demokratische Union nicht erneut an.